# Ring Magazine
The Ring (souvent appelé Ring Magazine) est un magazine américain spécialisé dans la boxe et dont la première publication remonte à 1922. 
À l'époque, il s'agissait d'un journal spécialisé dans la boxe et le catch (lutte professionnelle). Mais avec la remise en question de la légitimité du catch en tant que sport de combat, The Ring changea peu à peu pour devenir une revue uniquement orientée sur la boxe.
Le magazine The Ring a maintenu une liste de champions du monde de boxe dans chaque catégorie de poids depuis sa fondation en 1922 jusqu'en 1990, et de nouveau depuis 2002. Le champion reçoit également une ceinture. Le magazine délivre aussi la prestigieuse récompense du Boxeur de l'année Ring Magazine. 